# Raleigh IceCaps
Raleigh IceCaps byl profesionální americký klub ledního hokeje, který sídlil v Raleighu ve státě Severní Karolína. V letech 1991–1998 působil v profesionální soutěži East Coast Hockey League. IceCaps ve své poslední sezóně v ECHL skončily v základní části. Své domácí zápasy odehrával v hale Dorton Arena s kapacitou 5 110 diváků.
Zanikl v roce 1998 přestěhováním do Augusty, kde byl založen tým Augusta Lynx.

## Přehled ligové účasti
Zdroj: 
- 1991–1997: East Coast Hockey League (Východní divize)
- 1997–1998: East Coast Hockey League (Jihovýchodní divize)